# San Fele
San Fele é uma comuna italiana da região da Basilicata, província de Potenza, com cerca de 2.800 habitantes (2019). Estende-se por uma área de 96 km², tendo uma densidade populacional de 39 hab/km². Faz fronteira com Atella, Bella, Castelgrande, Filiano, Muro Lucano, Rapone, Ruvo del Monte.

## Demografia
| Variação demográfica do município entre 1861 e 2011                               |
|                                                                                   |
| Fonte: Istituto Nazionale di Statistica (ISTAT) - Elaboração gráfica da Wikipedia |